# Réserve utile en eau d'un sol

Réserve utile en eau d'un sol.

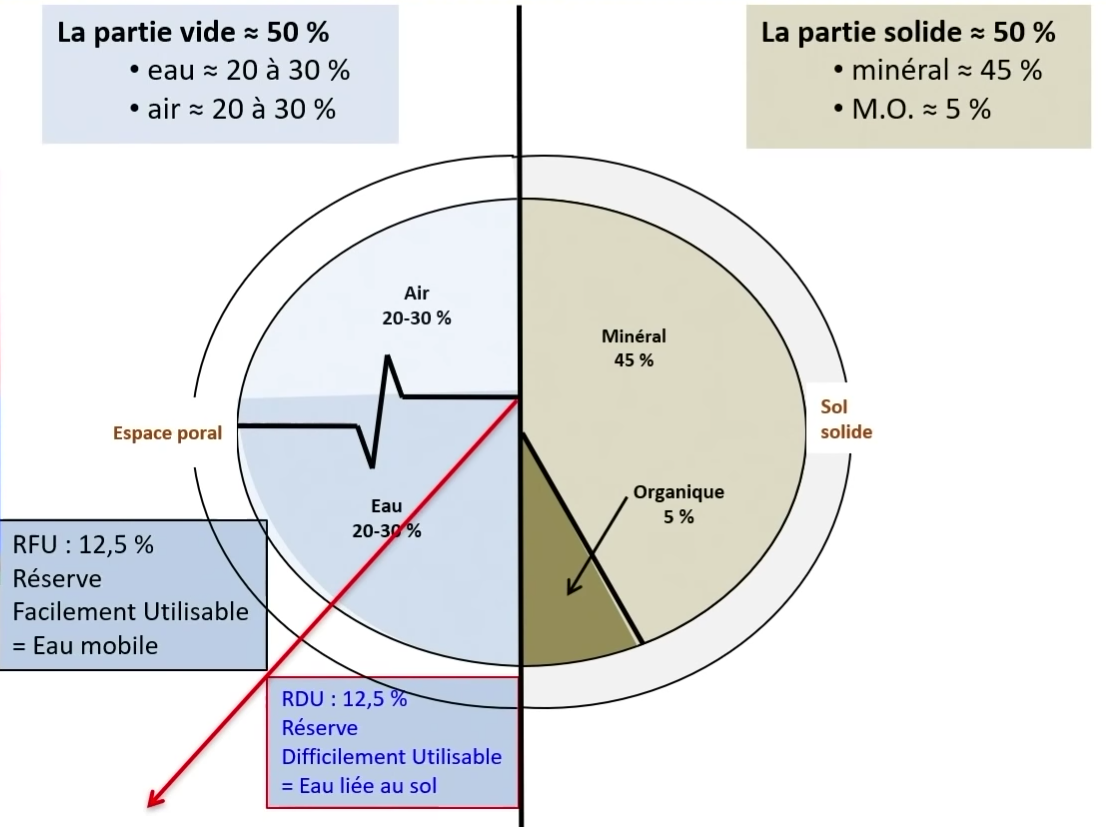
Réserve Facilement Utilisable (RFU) et Réserve Difficilement Utilisable (RDU).

La réserve utile en eau d'un sol (RU) est la quantité d’eau que le sol peut absorber (rétention de l'eau du sol) et restituer à la plante. La RU est autrement dit la différence entre l’humidité à la capacité au champ et l’humidité au point de flétrissement permanent.
La RU est composée de RFU (Réserve Facilement Utilisable ou confort hydrique) et de RDU (Réserve Difficilement Utilisable ou réserve de survie) qui engendre du stress hydrique. La RFU varie selon les types de sol, représentant 1/3 de la RU (en sol sableux) à 2/3 de la RU (en sol argileux).

## Méthode de calcul
Lorsque le sol est saturé, tous les pores du sol sont remplis d'eau.
Une première partie de l'eau lessive tout de suite et part vers les profondeurs par percolation, n'étant pas retenue par les forces capillaires, c'est l'eau gravitaire. Cette quantité est d'autant plus grande que la texture du sol est grossière (sable). On obtient alors un sol ressuyé, c'est-à-dire un sol contenant le volume maximal d'eau qu'il peut retenir compte tenu de ses caractéristiques de porosité, perméabilité et granulométrie: cette réserve d'eau est appelée capacité au champ.
Puis les plantes (évapotranspiration) et le soleil (évaporation) pompent cette eau.
Les plantes commencent par utiliser la RFU puis la RDU (elle diminue alors son activité d'évapotranspiration pour survivre) mais il arrive un moment où la force de rétention capillaire excède la force maximale de succion des racines (15 bars), c'est le point de flétrissement permanent, la plante meurt. Plus la texture du sol est fine (argile < limon < sable) plus le point de flétrissement est élevé.
La différence entre la capacité au champ et le point de flétrissement donne la réserve utile.
RU = (HCC - HPFP) * DA * Z
- HCC = Humidité à la Capacité au Champ
- HPFP = Humidité au Point de Flétrissement Permanent
- DA = Densité Apparente du sol
- Z = Profondeur d'enracinement en dm

## Valeurs moyennes
À titre indicatif, la valeur moyenne de la RU est de :
- 0.9 à 1.2 mm/cm de sol pour un sable
- 1.3 à 1.6 mm/cm de sol pour un limon argileux
- 1.8 à 2 mm/cm de sol pour un sol argileux, argilo limoneux, argilo sableux.

Des mesures d'humidité et donc de RU peuvent être faites grâce à une sonde à neutrons, un tensiomètre ou par réflectométrie dans le domaine temporel (Humidimètre TDR).
les réserves de l'eau sur la plante